# Pierre-Denis, conte di Peyronnet
Pierre-Denis, conte di Peyronnet (Bordeaux, 9 ottobre 1778 – Montferrand, 2 gennaio 1854) è stato un politico e magistrato francese.
Ostile all'Impero, con la Restaurazione si avvicinò ai Borbone. Ultrarealista, votò tutte le misure che gli ultrarealisti reclamavano: legge sul sacrilegio, diritto di maggiorasco, legge del 1827 sulla stampa.

## Biografia
Era figlio di Jean-Louis Peyronnet, scudiero, primo tesoriere onorario all'ufficio delle finanze della Guienna, e di Rose Beau, della parrocchia di Puypaulin. Suo padre, che aveva ottenuto prima del 1789 la carica di segretario del re, che conferiva la nobiltà, morì giustiziato durante il Terrore.
Dopo gli studi di diritto presso Ferrère, de Peyronnet divenne avvocato nel 1796.
All'epoca dell'entrata delle truppe anglo-spagnole nel Midi, si mise in luce per il suo zelo ultra-realista; durante i Cento Giorni scortò la duchessa d'Angouleme all'imbarco per l'Inghilterra.
Fu la base della sua fortuna: alla Restaurazione fu nominato, il 26 ottobre 1815, presidente del tribunale di prima istanza di Bordeaux, un anno più tardi divenne procuratore generale di Bourges.
Eletto deputato il 13 novembre 1820 per il collegio dello Cher si insediò a Parigi. Nominato procuratore generale alla corte di Rouen, fu chiamato da un'ordinanza reale (14 dicembre 1821) a ricoprire l'incarico di ministro della Giustizia che tenne fino al 1828.
Il 2 gennaio 1822 presentò alla Camera un progetto di legge sulla libertà di stampa, che aggravava le pene previste dalla legge del 1819 e ne assegnava il giudizio alle corti reali; il medesimo progetto prevedeva la possibilità di sospendere o sopprimere i giornali «di tendenza contraria» alla pace sociale, alla religione di Stato e all'autorità reale.
Il 17 agosto 1822 fu creato conte, così come i colleghi Villèle e Corbière, e assunse come stemma una spada, col motto Non solum toga. Fu inoltre nominato ufficiale della Legion d'onore.
Dal 6 settembre al 29 ottobre 1822 ebbe ad interim il ministero dell'Interno. Rieletto il 6 marzo 1824 deputato per lo Cher, e deputato della Gironda, optò per quest'ultimo collegio.
Nella sessione parlamentare del 1825 presentò e fece approvare la legge sul sacrilegio, che prevedeva per i colpevoli di sacrilegio i lavori forzati a vita, la decapitazione o la mutilazione della mano. Ottenne la reintroduzione della censura, che prevedeva il deposito preventivo dei testi non periodici, il timbro d'autorizzazione per le pubblicazioni periodiche con cinque fogli e oltre, la responsabilità personale del tipografo, e il diritto del pubblico ministero di procedere d'ufficio per il reato di diffamazione, anche in assenza di denuncia del diffamato.
Occupò nuovamente il ministero dell'Interno ad interim dal 9 luglio al 2 agosto 1825, e dal 30 agosto al 19 settembre 1826.
Gli scrittori e i giornalisti di tutte le parti politiche protestarono, l'Académie française intervenne, alla Camera Chateaubriand qualificò la legge come «vandalica» e de la Bourdonnaye, il capo dell'opposizione realista la combatté con grande vivacità. Ciononostante la legge fu approvata, ma Peyronnet fu costretta a ritirarla il 17 agosto 1826 di fronte alla Camera dei Pari, che minacciava di sfiduciarlo.
Il sovrano lo nominò pari di Francia il 4 gennaio 1828, e il giorno successivo lasciò il ministero dell'Interno.
Il 19 maggio 1830 tornò al potere assumendo il ministero dell'Interno per la quarta volta, e lo tenne sino alla caduta del regime.
Fra i firmatari delle Ordinanze del 25 luglio, dopo la Rivoluzione del 1830 comparve, con Polignac, de Chantelauze e de Guernon-Ranville davanti alla Corte di Parigi, accusato di alto tradimento, e fu condannato coi suoi colleghi all'ergastolo e alla morte civile.
Rinchiuso nella fortezza di Ham, ottenne il condono della pena il 16 ottobre 1836 in occasione della grazia collettiva decisa dal primo governo Molé.

## Opere
- Esquisse Politique (1829)
- Pensées d'un Prisonnier (1834)
- Satires (1854)
- Histoire de France (1855)